# Mechanix (álbum)
Mechanix es el décimo álbum de estudio de la banda británica de hard rock y heavy metal UFO, publicado en 1982 por Chrysalis Records. Además, es el último disco grabado con el bajista Pete Way ya que tras la gira promocional es invitado por Eddie Clarke para integrar su propia banda llamada Fastway.
A pesar de ser menos pesado que los discos anteriores obtuvo una buena recepción en las listas musicales, obteniendo el puesto 8 en el Reino Unido y el 82 en los Estados Unidos. Adicional a ello se extrajeron dos temas como sencillos; «The Writer» que alcanzó el puesto 23 en la lista Mainstream Rock Tracks de los Estados Unidos y «Let it Rain» que obtuvo el lugar 62 en la lista UK Singles Chart. Además y como dato, el disco posee un cover del tema «Somethin' Else» del cantautor Eddie Cochran.
En 2009, el sello EMI Music lo remasterizó en formato disco compacto que incluyó como pistas adicionales tres canciones; dos de ellas grabadas en vivo en Oxford los días 23 y 24 de septiembre de 1983 y la otra es una prueba de sonido tomada en el recinto The Birmingham Odeon el 26 de marzo de 1983.

## Lista de canciones
| N.º | Título                                               | Escritor(es)                  | Duración |  |
| 1.  | «The Writer»                                         | Mogg, Chapman, Carter         | 4:12     |  |
| 2.  | «Somethin' Else»                                     | Eddie Cochran, Sharon Sheeley | 3:21     |  |
| 3.  | «Back Into my Life»                                  | Mogg, Way, Lyons              | 4:59     |  |
| 4.  | «You'll Get Love»                                    | Mogg, Chapman, Carter         | 3:10     |  |
| 5.  | «Doing it All for You»                               | Mogg, Chapman, Way, Carter    | 5:02     |  |
| 6.  | «We Belong to the Night»                             | Mogg, Way, Carter             | 3:57     |  |
| 7.  | «Let it Rain»                                        | Mogg, Way, Carter             | 4:01     |  |
| 8.  | «Terri»                                              | Mogg, Chapman                 | 3:53     |  |
| 9.  | «Fell It»                                            | Mogg, Way                     | 4:07     |  |
| 10. | «Dreaming»                                           | Mogg, Carter                  | 3:57     |  |
| 11. | «Heel of a Stranger» (pista adicional solo en Japón) | Mogg, Chapman, Way, Carter    | 4:05     |  |

| Pistas adicionales en remasterización de 2009 |                                     |          |  |
| N.º                                           | Título                              | Duración |  |
| 12.                                           | «We Belong to the Night» (en vivo)  | 4:34     |  |
| 13.                                           | «Let it Rain» (en vivo)             | 3:07     |  |
| 14.                                           | «Doing it All for You» (soundcheck) | 5:21     |  |

## Músicos
- Phil Mogg: voz
- Paul Chapman: guitarra líder
- Neil Carter: guitarra rítmica y teclados
- Pete Way: bajo
- Andy Parker: batería